# Chaetanthera chiquianensis
Chaetanthera chiquianensis là một loài thực vật có hoa trong họ Cúc. Loài này được Ferreyra mô tả khoa học đầu tiên năm 1953.